# Kushima, Miyazaki
Kushima (串間市 Kushima-shi) là một thành phố thuộc tỉnh Miyazaki, Nhật Bản.